# Altheim (Alb)

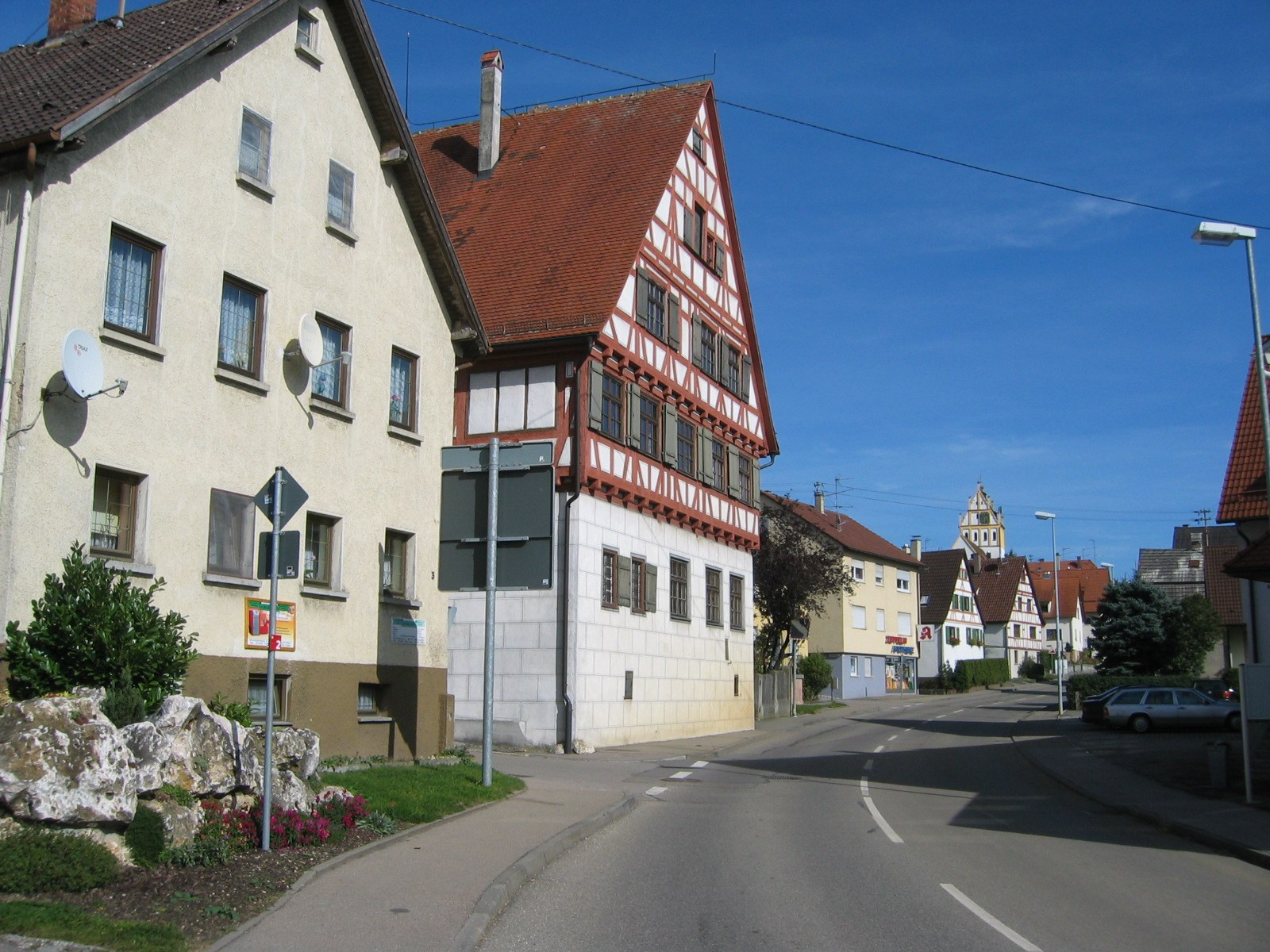
Ortsansicht von Altheim

Altheim (Alb) ist eine Gemeinde im Alb-Donau-Kreis nördlich von Ulm in Baden-Württemberg.
Die selbstständige Gemeinde Altheim (Alb) mit ihren Teilorten Zähringen und Söglingen mit Märkleshöfe sowie den Weilern Dangelhof und Birkenhöfe gehört dem Gemeindeverwaltungsverband Langenau mit Sitz in Langenau an.

## Geographie
Altheim liegt auf einer Altheimer Ebene genannten Hochfläche im Nordosten der Schwäbischen Alb.

### Nachbargemeinden
Die Gemeinde grenzt im Norden an Gerstetten im Landkreis Heidenheim, im Osten an Ballendorf, im Süden an Börslingen und Neenstetten sowie im Westen an Weidenstetten und Amstetten.

### Gliederung
Zur Gemeinde gehören neben dem Kernort Altheim die Ortsteile Söglingen und Zähringen sowie die Weiler Märkleshöfe, Birkenhöfe und Dangelhof.

### Schutzgebiete
In Altheim liegt das Naturschutzgebiet Hungerbrunnental. Der Nordteil der Gemeindefläche liegt im Landschaftsschutzgebiet Hungerbrunnental. Überdies hat die Gemeinde Anteil am FFH-Gebiet Hungerbrunnen-, Sacken- und Lonetal.

## Geschichte

### Überblick bis zur Mediatisierung
Das Gebiet der Altheimer Ebene wurde schon früh besiedelt. Mehrere in der Nähe gefundenen Grabhügel deuten darauf hin. Der Schloßberg beim Ortsteil Zähringen stellt eine Ringburg, wahrscheinlich eine keltische Fliehburg, dar. Die hier ansässigen Kelten beschäftigten sich bereits mit Viehzucht und Ackerbau. Bei weiteren Bodenfunden in einem Feld südöstlich des Dorfes wurde ein römischer Gutshof entdeckt.
Altheim wurde im Jahre 1225 erstmals urkundlich erwähnt. Zu dieser Zeit gehörte das Dorf zum Kloster Elchingen. 1293 kam der Ort zusammen mit der Herrschaft Albeck an die Grafen von Werdenberg, die durch einen Vogt ihre Herrschaftsrechte wahrnehmen ließen. Im Jahre 1385 verkauften die Grafen von Werdenberg ihren ganzen Besitz und so gelangte Altheim an die Reichsstadt Ulm. Am 5. April 1372 besiegte Graf Eberhard II.  von Württemberg und die mit ihm verbündeten freien Reichsstädte die Ulmer in einer blutigen Schlacht auf der „Altheimer Ebene“. Der damalige Oberbürgermeister und Stadthauptmann von Ulm Heinrich Besserer kam dabei zusammen mit etwa 250 Menschen ums Leben.
1536 errichtete die Reichsstadt Ulm in Altheim ein Amtsgebäude und 1582 wurde das Ulmer Forstamt von Ravenstein hierher verlegt. Da der Posten des Oberförsters seit jeher mit einem Mitglied des Ulmer Adelsgeschlechts besetzt war, genoss Altheim eine Sonderstellung im Ulmer Land durch Verleihung des Marktrechts.
Durch die Mediatisierung, die mit dem Reichsdeputationshauptschluss einherging, kam Altheim 1803 an das Kurfürstentum Bayern und 1810 durch den Grenzvertrag zwischen Bayern und Württemberg an das Königreich Württemberg.

### Verwaltungszugehörigkeit
Auf Grund des Grenzvertrags zwischen Bayern und Württemberg von 1810 gelangte Altheim von Bayern zum Königreich Württemberg und wurde dem Oberamt Ulm zugeordnet. Während der NS-Zeit in Württemberg wurde die Gemeinde 1938 dem neuen Landkreis Ulm zugeteilt. Nach dem Zweiten Weltkrieg lag der Ort in der Amerikanischen Besatzungszone und somit im 1945 gegründeten Land Württemberg-Baden, das 1952 im jetzigen Bundesland Baden-Württemberg aufging. Seit der Gebietsreform von 1973 ist Altheim Teil des Alb-Donau-Kreises.

### Religion
Altheim ist wegen seiner früheren Zugehörigkeit zur Reichstadt Ulm seit der Reformation überwiegend evangelisch geprägt. Die heutige evangelische Kirchengemeinde Altheim gehört zum Kirchenbezirk Ulm der Württembergischen Landeskirche.

## Bevölkerungsentwicklung
Bis 1970 handelt es sich um Einwohnerzahlen nach dem jeweiligen Gebietsstand, ohne die heute zugehörigen Ortsteile. Ab 1975, seit der Gebietsreform in Baden-Württemberg, sind die Einwohnerzahlen mit den eingemeindeten Ortsteilen angegeben. Die Zahlen sind Volkszählungsergebnisse oder amtliche Fortschreibungen mit Archivierungen des LEO-BW Online-Informationssystems für Baden-Württemberg sowie des Statistischen Landesamtes Baden-Württemberg.
| Bevölkerungsentwicklung | Bevölkerungsentwicklung | Bevölkerungsentwicklung | Bevölkerungsentwicklung | Bevölkerungsentwicklung | Bevölkerungsentwicklung | Bevölkerungsentwicklung | Bevölkerungsentwicklung | Bevölkerungsentwicklung | Bevölkerungsentwicklung | Bevölkerungsentwicklung | Bevölkerungsentwicklung | Bevölkerungsentwicklung | Bevölkerungsentwicklung | Bevölkerungsentwicklung | Bevölkerungsentwicklung | Bevölkerungsentwicklung | Bevölkerungsentwicklung | Bevölkerungsentwicklung | Bevölkerungsentwicklung | Bevölkerungsentwicklung | Bevölkerungsentwicklung | Bevölkerungsentwicklung | Bevölkerungsentwicklung |
| ----------------------- | ----------------------- | ----------------------- | ----------------------- | ----------------------- | ----------------------- | ----------------------- | ----------------------- | ----------------------- | ----------------------- | ----------------------- | ----------------------- | ----------------------- | ----------------------- | ----------------------- | ----------------------- | ----------------------- | ----------------------- | ----------------------- | ----------------------- | ----------------------- | ----------------------- | ----------------------- | ----------------------- |
| Jahr                    | 1852                    | 1871                    | 1880                    | 1890                    | 1900                    | 1910                    | 1925                    | 1933                    | 1939                    | 1950                    | 1956                    | 1961                    | 1970                    | 1975                    | 1980                    | 1985                    | 1990                    | 1995                    | 2000                    | 2005                    | 2010                    | 2015                    | 2020                    |
| Einwohner               | 1082                    | 1120                    | 1174                    | 1159                    | 1059                    | 1046                    | 1019                    | 1049                    | 1043                    | 1331                    | 1277                    | 1337                    | 1416                    | 1408                    | 1424                    | 1431                    | 1570                    | 1642                    | 1722                    | 1805                    | 1761                    | 1709                    | 1722                    |

## Politik

### Gemeinderat
Der Gemeinderat in Altheim hat 10 Mitglieder. Die Kommunalwahl am 26. Mai 2019 führte zu folgendem vorläufigen Endergebnis. Der Gemeinderat besteht aus den gewählten ehrenamtlichen Gemeinderäten und dem Bürgermeister als Vorsitzendem. Der Bürgermeister ist im Gemeinderat stimmberechtigt.
Die Kommunalwahl am 9. Juni 2024 erbrachten folgendes Ergebnis:
| Parteien und Wählergemeinschaften | % 2024 | Sitze 2024 | % 2019 | Sitze 2019 | % 2014 | Sitze 2014 |
| --------------------------------- | ------ | ---------- | ------ | ---------- | ------ | ---------- |
| Offene Liste                      | 69,56  | 7          | 53,9   | 5          | 48,5   | 5          |
| Wir für Euch                      | 30,44  | 3          | –      | –          | –      | –          |
| Liste Scheiffele                  | –      | –          | 46,1   | 5          | 51,5   | 5          |
| Gesamt                            | 100,0  | 10         | 100,0  | 10         | 100,0  | 10         |
| Wahlbeteiligung in %              | 62,9   | 62,9       | 55,5   | 55,5       | 73,7   | 73,7       |

### Bürgermeister
- 1811 bis 1827: Johann Georg Simon senior
- 1828 bis 1847: Christian Majländer
- 1847 bis 1864: Johann Georg Simon junior
- 1864 bis 1895: Christian Fetzer
- 1896 bis 1905: Leonhard Honold
- 1905 bis 1933: Johannes Frank
- 1933 bis 1944: Jakob Stängle
- 1945 bis 1954: David Göckelmann
- 1954 bis 1974: Albert Kromer
- 1974 bis 1991: Franz Grupp
- 1992 bis 2008: Martin Gaiser
- 2008 bis 2023: Andreas Koptisch
- seit 2023: Selina Holl

Der Bürgermeister wird für eine Amtszeit von acht Jahren gewählt. Bürgermeisterin ist seit dem 24. November 2023 Selina Holl. Sie wurde am 17. September 2023 mit 88,6 Prozent der Stimmen gewählt. Ihr Vorgänger Andreas Kopitsch wurde am 1. Juli 2023 krankheitsbedingt in den Ruhestand versetzt.

### Wappen
| Wappen der Gemeinde Altheim | Blasonierung: „In geteiltem Schild oben gespalten, vorne in Rot eine dreilatzige silberne (weiße) Fahne mit goldenen (gelben) Fransen, hinten von Schwarz und Silber (Weiß) geteilt, unten in Grün ein silbernes (weißes) Hifthorn (Mundstück rechts) mit goldenen (gelben) Beschlägen und goldener (gelber) Fessel.“ |
| Wappen der Gemeinde Altheim | Wappenbegründung: Die dreilatzige silberne Fahne im roten Feld ist das Wappen der Grafen von Werdenberg, die das zur Herrschaft Albeck gehörende Dorf 1385 mit Kirchensatz, Widum und Zehntrechten an die Reichsstadt Ulm verkauften. Das von Schwarz und Silber geteilte Feld des Gemeindewappens erinnert an die letztere, während das Hifthorn darauf hinweisen soll, dass das reichsstädtische Amtshaus in Altheim von 1700 an Sitz eines Ulmer Oberforstmeisters gewesen ist. Die Gemeinde legte das Wappen – mit Beratung durch die Archivdirektion Stuttgart – im Jahre 1931 fest. |

## Kultur und Sehenswürdigkeiten
- Die heute evangelische Pfarrkirche „Unsere Liebe Frau“ wurde erstmals 1281 erwähnt. Der Turmunterbau stammt aus staufischer Zeit und der Oberbau wurde Anfang des 16. Jahrhunderts erweitert. Das heutige Aussehen der Kirche ist im Wesentlichen ein Umbau von 1696. In den Jahren 1974 und 1975 wurde das Gebäude renoviert.

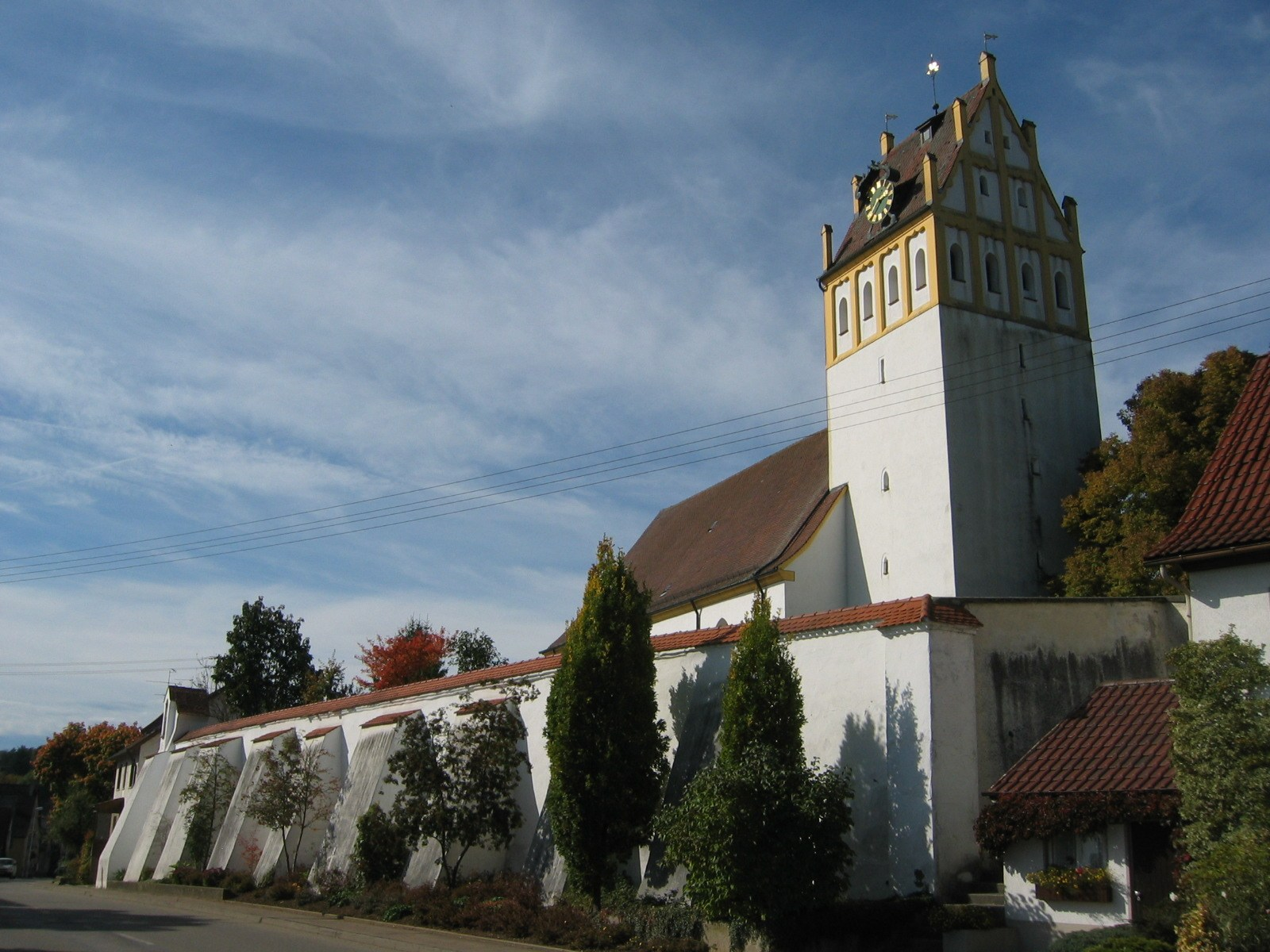
Evangelische Pfarrkirche „Unsere Liebe Frau“
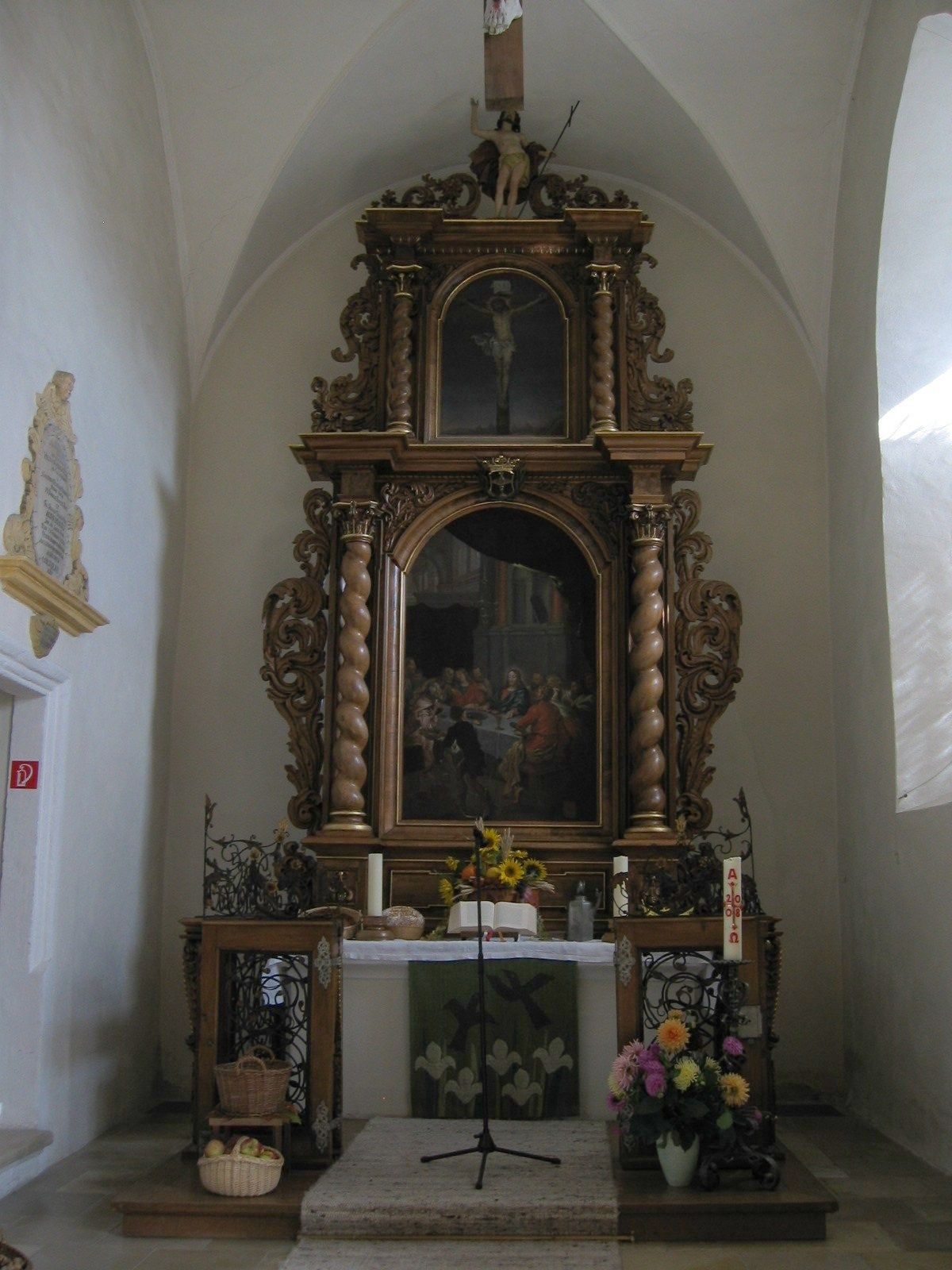
Altar in der Kirche
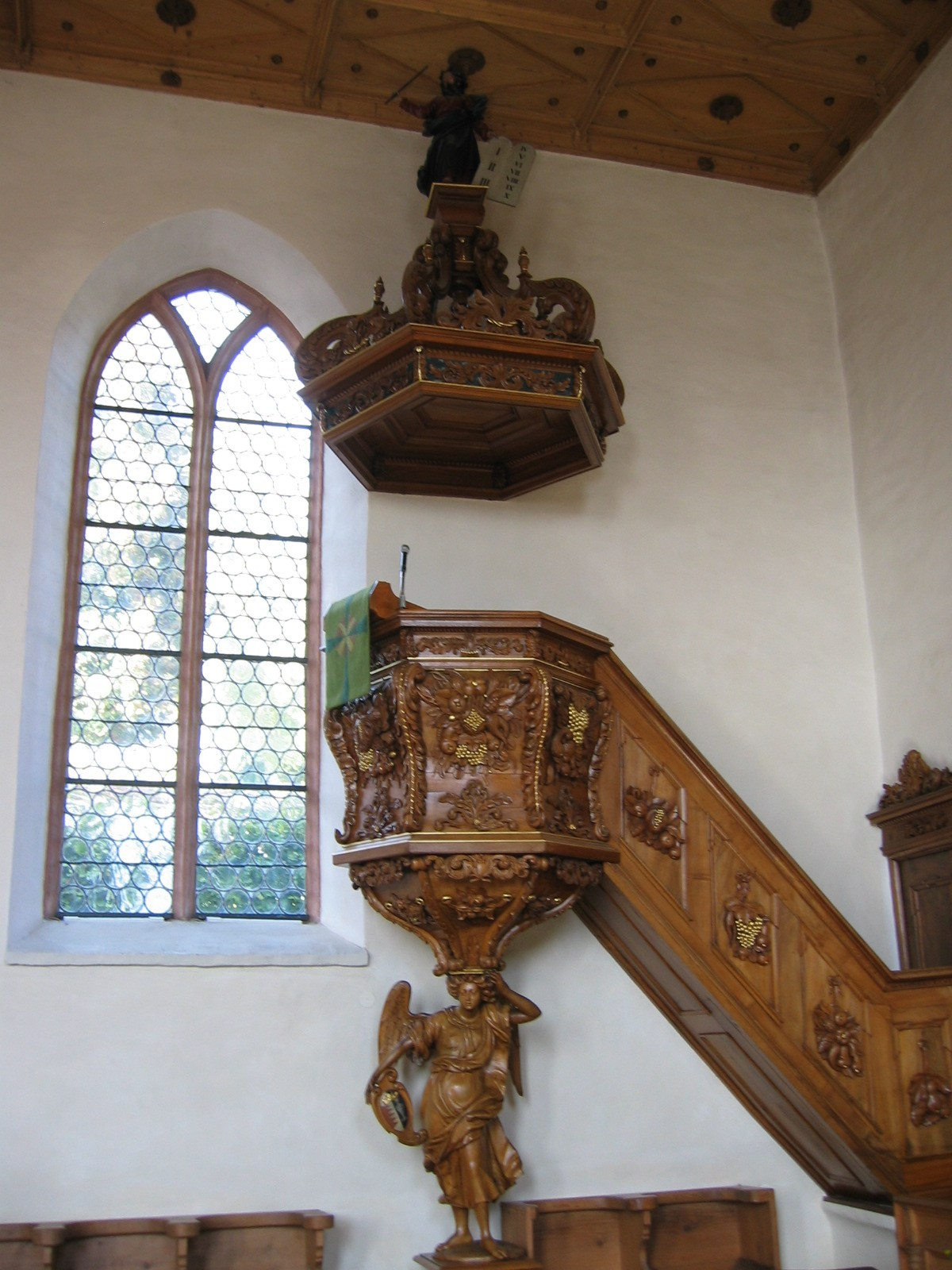
Kanzel der Pfarrkirche
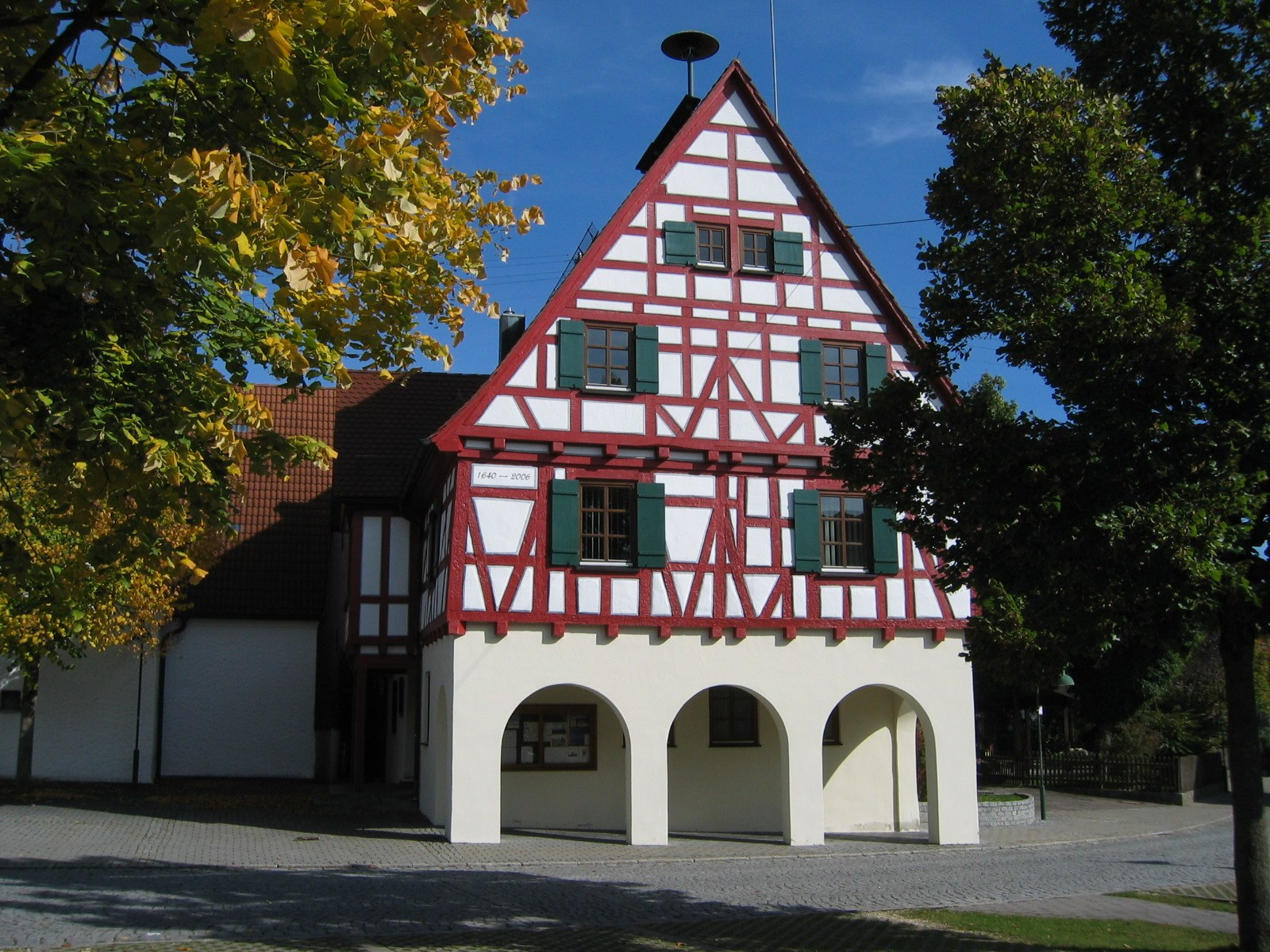
Rathaus

## Wirtschaft
Im Jahr 2022 erzielte Altheim Einnahmen aus der Gewerbesteuer in Höhe von 574 Tausend Euro. Mit einem Gewerbesteuerhebesatz von 350 % liegt die Gemeinde unter dem durchschnittlichen Gewerbesteuerhebesatz Deutschlands. Dieser beträgt 407 % (Stand: 2023).

## Bildung
In Altheim befand sich eine einzügige Werkrealschule, welche zuletzt Außenstelle der Albecker-Tor-Schule in Langenau war. Träger war der Verwaltungsverband Langenau. Der Schulbetrieb wurde aufgrund rückläufiger Schülerzahlen zum Ende des Schuljahres 2013/14 eingestellt. Die Schule wurde formal zum Ende des Schuljahres 2014/15 geschlossen.
Da die Schulgebäude nach Schließung der Schule in das Eigentum der Gemeinde Altheim (Alb) zurückgegangen sind, wurden die Voraussetzungen für eine Nachnutzung geschaffen. Ab dem Schuljahr 2016/17 zog die zweizügige Freie Realschule Altheim (Alb) in diese Gebäude ein.
Träger der Kindergärten war bis zum 31. Dezember 2016 die evangelische Kirchengemeinde. Seit dem 1. Januar 2017 liegt die Trägerschaft der Kindergärten bei der Gemeinde Altheim.

## Sport- und Kulturvereine
- Alb-Bienenzüchter Verein e. V.
- EnRi-Streckensicherung e. V.
- Fokus Leben e. V.
- Förderverein der Freien Realschule Altheim (Alb) e. V.
- Freiwillige Feuerwehr Altheim (Alb)
- Gesangverein Liederkranz 1840 Altheim (Alb) e. V.
- Landfrauenverein Altheim/Alb
- Landjugend Altheim/Alb-Füllestänzer Altheim (Alb)
- Landwirtschaftlicher Ortsverein Altheim/Alb
- Marion´s TTP-Stiftung & TTP-Selbsthilfegruppe
- Musikverein Altheim/Alb e. V. – Altheimer Musikanten
- Nachbarschaftshilfe Altheim/Alb e. V. – Miteinander & Füreinander
- RSC – Altheim/Alb 1988 e. V.
- Schützenverein Altheim (Alb) e. V.
- Schwäbischer Albverein, Ortsgruppe Altheim (Alb)
- Seniorenvereinigung
- TSV Altheim (Alb) e. V.
- Twenty-Two Altheim (Alb) e. V.
- VdK Ortsverband Altheim/Alb

## Persönlichkeiten

### Söhne und Töchter der Gemeinde
- Johann Georg Seutter von Lötzen (1769–1833), Förster und Forstwissenschaftler
- Konrad Dietrich Hassler (1803–1873), Pädagoge, Theologe und Politiker, Abgeordneter in der Frankfurter Nationalversammlung

### Personen, die mit Altheim verbunden sind
- Vinzenz Erath (1906–1976), Erzähler und Autor, wohnte und schrieb von 1945 bis 1963 in Altheim